# Grassendorf

Grassendorf este o comună în departamentul Bas-Rhin, Franța. În 1 ianuarie 2022 avea o populație de 258 de locuitori.